# Arnaud Bordes
Pour les articles homonymes, voir Bordes.
Arnaud Bordes, né le 26 octobre 1969 à Pau dans les Pyrénées-Atlantiques, est un écrivain et éditeur français.

## Biographie
Arnaud Bordes fonde les éditions Alexipharmaque en 2006. 
Il publie quatre recueils de nouvelles salués par la critique (Le Nouvel Observateur, Rivarol) et participe également à un ouvrage collectif. Il collabore à plusieurs revues, comme Cancer !, Le Magazine des livres ou Éléments.

## Œuvres
- Le Plomb : nouvelles, Mâcon, A contrario, 2005 (BNF 39921331) ; rééd. Auda Isarn, Toulouse, 2024.
- Voir la vierge : nouvelles, Toulouse, Auda Isarn, 2006 (BNF 40157606)
- Le Bazar de Clodagh, Toulouse, Auda Isarn, 2007
- Enquête sur le roman, (dir. avec Stéphan Carbonnaux et Serge Takvorian), Paris, Le Grand Souffle, 2007 (BNF 40992222)[1]
- La Matière mutilée ; suivi de Prikaz 00447, Toulouse, Auda Isarn, 2010 (BNF 42159331)
- Pop conspiration, Toulouse, Auda Isarn, 2013 (BNF 43577670)
- On attendra Victoire : récit, suivi de Parce que l'automne est faux : journal littéraire, 2004-2015 (ill. Orick), Toulouse, Auda Isarn, 2016  (ISBN 2-917295-52-X)[2]
- Le Magasin des accessoires (nouvelles), Toulouse, Auda Isarn, 2019
- Surprise-partie pour le Hussard, Toulouse, Auda Isarn, coll. « Lys Noir » n°12, 2020.
- Le Quartier des antipodes (nouvelles), Toulouse, Auda Isarn, 2021